# Vermiosa
Vermiosa es una freguesia portuguesa del municipio de Figueira de Castelo Rodrigo. Según el censo de 2021, tiene una población de 360 habitantes.
Situada a 13 kilómetros al suroeste de la capital del municipio, en la margen izquierda del arroyo de Aguiar, y fronteriza con España, Vermiosa aparece documentada por primera vez en 1176. El 16 de octubre de 1642, durante la primera fase de la Guerra de Restauración portuguesa, fue arrasada por tropas españolas, procedentes de la cercana localidad salmantina de San Felices de los Gallegos. Un crucero frente a la iglesia señala la fatídica fecha
En el patrimonio histórico-artístico de la freguesia cabe citar la iglesia matriz, el puente medieval y las numerosas sepulturas antropomórficas excavadas en la roca, que atestiguan el remoto poblamiento del territorio.